# Джакомо Матеоти
Джакомо Матеоти (на италиански: Giacomo Matteotti) е италиански политик, журналист и антифашист, секретар на Partito Socialista Unitario, политическа формация, родена от разцеплението в Италианската социалистическа партия на Римския конгрес през октомври 1922 г.

## Биография
Роден е на 22 май 1885 г. в семейството на Джироламо Стефано Матеоти (1839 – 1902) и Елизабета Гарзароло (1851 – 1931), известна като Изабела. Двамата имат седем деца, четири от които (Гуиневир, Данте, Акино и Йокаста) умират в ранна възраст, останалите са Матео (1876 – 1909), Джакомо и Силвио (1887 – 1910).

### Образование
След като посещава държавни начални училища в Лендинара, Джакомо е записан в гимназия в Ровиго, която завършва на 15 декември 1903 г. на осемнадесетгодишна възраст. Следва в юридическия факултет на университета в Болоня, който завършва на 7 ноември 1907 г., представяйки дисертация за рецидивизма, написана в сътрудничество с проф. Алесандро Стопато. За да напише дисертацията си, Джакомо пътува до Холандия, Белгия, Австрия, Германия, Франция и Англия, изучавайки френски, английски и немски. След това преработва своята теза през 1910 г., публикувайки La recidiva с издателската къща Fratelli Bocca Editori в Торино.
Между 1909 и 1910 г. Джакомо губи първо брат си Матео и след това Силвио поради туберкулоза, като остава единственото оцеляло дете.

### Политическа дейност
Следвайки примера на брат си Матео, Джакомо се доближава до социалистическите идеи от ранна възраст, като се присъединява към младежката част на Италианската социалистическа партия през 1898 г., едва на тринадесет години и пише първата си статия за La Lotta, местен седмичен вестник на социалистическа тематика, през 1901 г.
На 26 януари 1908 г. на двадесет и две годишна възраст Джакомо Матеоти е избран за общински съветник във Фрата Полезине с 86 преференции.
На 3 октомври 1912 г. Матеоти е избран за кмет на малката община Виламарцана и възползвайки се от възможността да бъде избиран във всички общини, където се плащат данъци, Матеоти влиза и в общинските съвети на Виланова дел Гебо, Сан Белино, Кастелгулиелмо, Лендинара, Бадия Полезине, Фиесо Умбертиано, Пинкара и Боара Полезине. Освен това той е назначен за заместник-кмет на Фрата Полезине и съветник на Фрасинеле Полезине. На 7 юли 1914 г. Матеоти е преназначен в провинциалния съвет.
В обширна архивна документация се появява обвинение, повдигнато срещу него от опозиционната местна католическа преса, че е натрупал богатство чрез заемане на пари срещу лихва.
По време на Първата световна война, въпреки че е единственият оцелял син на овдовяла майка, на 6 август 1916 г. той е призован на оръжие и е назначен в 97-а рота на 4-ти крепостен артилерийски полк. Неговите антимилитаристични позиции и неговият антивоенен активизъм обаче водят до неговото отстраняване от Полезине за три години и пребиваването му в планински район близо до Месина, в Campo Inglese, където остава до март 1919 г.
Матеоти е избран в парламента за първи път през 1919 г. в избирателния район на Ферара, след това е преизбран през 1921 г. и 1924 г. Заради борбения си и непримирим характер получава прякора Tempesta (в превод: Бурята) от съпартийците си. Само за няколко години той говори 106 пъти в Камарата с изказвания по често технически, административни и финансови теми. След събитията от декември 1920 г. във Ферара Матеоти става новият секретар на Камарата на труда в града и това подновява неговата антифашистка дейност.
През 1921 г. в своя книга за първи път осъжда насилието на фашистките бойни отряди по време на предизборната кампания през 1921 г.
През октомври 1922 г. Матеоти е изключен, заедно с други, от Италианската социалистическа партия. Изгнаниците основават новата политическа формация Partito Socialista Italiano, на която Матеоти става секретар.
Две години по-късно преводът на книгата му Un anno di dominazione fascista е публикуван в Лондон, където Матеоти тайно е отишъл малко по-рано, през април, със заглавие The Fascists exposed; a year of Fascist Domination. В нея той педантично докладва за актовете на фашистко насилие срещу опоненти и говори за подобряването на икономическите и финансови условия на страната след опустошенията на Първата световна война.
На изборите през 1924 г. партията на Джакомо Матеоти Partito Socialista Italiano печели 5,9% от гласовете, което я прави втората по големина опозиционна партия. Изборите обаче са помрачени от насилие и сплашване от страна на фашистки отряди, което води до убедителна победа на управляващата партия. Матеоти и други членове на опозицията протестират срещу резултатите, посочвайки нередности и измами. На 30 май 1924 г. Матеоти изнася реч в италианския парламент, заклеймявайки изборните резултати като невалидни и твърдейки, че фашистката партия е използвала насилие, за да спечели.
Предложението на Матеоти за анулиране на изборните резултати е отхвърлено с 285 гласа против, 57 за и 42 въздържали се. На 1 юни вестник Il Popolo d'Italia публикува статия на първа страница, в която Матеоти е посочен като основен противник. Статията не е подписана, но е написана от Мусолини; копие от ръкописа се пази от неговия секретар, който през 1926 г. е санкциониран именно за кражба на поверителни документи.

### Убийство
Около 16 часа на 10 юни 1924 г. Матеоти напуска дома си и се насочва към Камарата на депутатите, за да подготви речта си относно разрешаването на временното изпълнение на държавния бюджет. По едно време вижда паркирана черна Lancia Trikappa. Фашисткият отряд на Америго Думини го причаква, отвлича го и го намушква по време на побоя, разразил се в колата. На следващия ден съпругата му Велия, притеснена от продължителното му отсъствие, решава да информира най-близките му съпартийци, включително Филипо Турати и Джузепе Емануеле Модилиани, които вечерта на 11 юни съобщават за изчезването на Матеоти на полицейския комисар Чезаре Бертини, който вече знае за инцидента от началника на полицията Емилио Де Боно. По същото време Бенито Мусолини също разбира за случилото се и в четвъртък следобед на 12 юни новината става обществено достояние.
Първите арести започват на 14 юни и продължават през следващите дни. Тялото на Матеоти е намерено едва на 16 август в провинцията на община Риано, на около 20 км от центъра на Рим, а на 21 август тялото пристига във Фрата Полезине, където се състои погребението.